# Wolfgang von Stetten
Wolfgang Hermann Freiherr von Stetten (* 22. Januar 1941 in Niederwartha) ist ein deutscher Unternehmer, Landwirt und Rechtsanwalt. Er war Bundestagsabgeordneter der CDU.

## Leben

### Ausbildung und Beruf
Wolfgang von Stetten wurde am 22. Januar 1941 in Niederwartha als viertes Kind der Eheleute Kurt Freiherr von Stetten (1906–1941) und dessen Ehefrau Hedwig, geb. Kemmer, geboren. Er hat zwei ältere Schwestern und eine Zwillingsschwester. Der Vater fiel als Flugzeugführer am 20. Mai 1941 bei der Schlacht um Kreta.
Stetten besuchte die Grundschule in Kocherstetten, das Altsprachliche Gymnasium Minden, das Schlossgymnasium Künzelsau und das Gymnasium Petershagen. Sein Abitur legte er 1961 in Münster ab. Danach folgte ein Studium der Volkswirtschaft an der Universität Köln. Ab 1964 baute Stetten einen landwirtschaftlichen Betrieb auf, der sich auf Aufzucht, Schlachten und Vermarktung von Truthähnen spezialisierte. Unter der Marke Schloß Stettener Truthahnspezialitäten wurde der größte deutsche truthahnverarbeitende Betrieb zunächst in Schloss Stetten, später in Rot am See errichtet.
Dem Studium der Rechtswissenschaft an der Universität Würzburg ab 1968 folgten Referendartätigkeiten beim Landkreis Würzburg, am Landgericht Würzburg und bei der Stadt Würzburg sowie zwei Semester Studium an der Hochschule für Verwaltungswissenschaften in Speyer. Stetten wurde im Jahr 1972 zum Dr. jur. utriusque promoviert mit einer Dissertation zum Thema Die Rechtsstellung der freien und unmittelbaren Reichsritterschaft, ihre Mediatisierung und ihre Stellung in den neuen Landen mit „magna cum laude“. Er legte 1974 das Zweite juristische Staatsexamen in München ab. Von 1974 bis 1984 war er Richter bei den Amts- und Landgerichten Ellwangen, Langenburg, Crailsheim und Bad Mergentheim, von 1984 bis 1991 Professor für Handels- und Wirtschaftsrecht an der Hochschule für Technik und Wirtschaft Heilbronn (Hochschule Heilbronn).

### Öffentliche Ämter
Von Stetten war von 1968 bis 1971 Gemeinderat von Kocherstetten und anschließend von 1971 bis 1994 Stadtrat von Künzelsau. Im Kocherstettener Ortschaftsrat war er von 1971 bis 1980 Mitglied und war dies wieder von 2004 bis 2020. 1974 wurde er jüngstes Kreistagsmitglied des neu geschaffenen Hohenlohekreises, was er insgesamt 15 Jahre lang war.
Im Jahr 1990 wurde er Nachfolger von Philipp Jenninger als Direktkandidat im Wahlkreis Schwäbisch Hall-Hohenlohe, dies blieb er bis 2002. Sein Nachfolger für den Wahlkreis Schwäbisch Hall-Hohenlohe wurde sein Sohn Christian von Stetten.
Im Bundestag war von Stetten lange Zeit Obmann der CDU/CSU-Fraktion im Rechtsausschuss, ordentliches Mitglied der Verfassungskommission und stellvertretender Vorsitzender des Ausschusses für Wahlprüfung, Immunität und Geschäftsordnung.

### Sonstiges Engagement
Von Stetten gehört unter anderem folgenden Vereinen und Stiftungen an:
- Hedwig-Stiftung Künzelsau-Schloss Stetten, Vorsitzender des Vorstands
- Künzelsauer Burgfestspiele GmbH Künzelsau, Geschäftsführender Vorstand
- Seniorentreff Künzelsau, Vorsitzender des Vorstands
- Stauder-Stiftung Künzelsau-Schloss Stetten, Vorsitzender des Vorstands
- Baron-Wolfgang-Stetten-Stiftung Künzelsau-Schloss Stetten, Vorsitzender des Vorstands
- Anne-Schmidt-Brücken-Stiftung Künzelsau-Schloss Stetten, Vorsitzender
- Confrérie de la Chaîne des Rôtisseurs Paris, Baillage National d’Allemagne, Präsident bis 2011, seit 2011 Ehrenvorsitzender
- Mitglied der Ordensregierung des Johanniterordens als Ordenswerkmeister bis 2011
- Mitglied des Präsidiums der Johanniter-Unfall-Hilfe e. V. bis 2012
- Mitglied des Präsidialrates der Johanniter-Unfall-Hilfe e. V. seit 2012
- Vorsitzender des Verwaltungsrates der Johanniter-Schwesternschaft e. V. bis 2012
- Seit 1982 Mitglied im Rotary-Club Bad Mergentheim (Präsident 2008/2009)
- Seit 2020 Mitglied im Rotary-Club Künzelsau-Öhringen
- 2022 Vorsitzender des Deutsch-Litauischen Forum e. V., Potsdam

Seit 2004 ist von Stetten litauischer Honorarkonsul für Baden-Württemberg, von 2005 bis 2017 Landesvorsitzender der Senioren-Union der CDU Baden-Württemberg, jetzt Ehrenvorsitzender und von 2010 bis 2018 stellvertretender Bundesvorsitzender der Senioren-Union Deutschland, jetzt Ehrenmitglied.
1997 löste von Stetten den ehemaligen Ministerpräsidenten von Baden-Württemberg, Hans Filbinger, als Präsident des Studienzentrums Weikersheim ab und sorgte für die Distanzierung von einigen extrem nationalen Mitgliedern. Kritikern gilt das Institut als ein Netzwerk der Neuen Rechten. Er selbst bezeichnet sich als national-liberal-konservativen Politiker. Schon 1997 forderte er die Beibehaltung der deutschen Kultur in einem vereinten Europa und den gemeinsamen Widerstand gegen den militanten Islam. Er trat 2002 zurück.

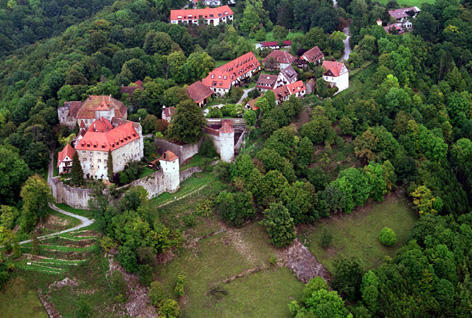
Schloss Stetten

Seit 1983 baute von Stetten zusammen mit seiner Frau Silvia und seit 2012 mit seiner Tochter Franziska Altersruhesitze in Schloss Stetten, Künzelsau und Bad Mergentheim auf. Er beschäftigt dort derzeit über 200 Mitarbeiter.
Die Burganlage befindet sich im Eigentum der Baron-Wolfgang-Stetten-Stiftung. Schloss Stetten beherbergt einen Altersruhesitz in 20 verschiedenen Häusern, in denen über 300 Personen leben. Wolfgang von Stetten ist Vorsitzender des Aufsichtsrats der Stetten Holding AG und Geschäftsführer diverser Unternehmen.
Wolfgang von Stetten gründete 1991 mit Mitgliedern aller Parteien des Deutschen Bundestages den Deutsch-Baltischen-Parlamentarischen Freundeskreis e. V. (dessen Vorsitzender er noch heute, zusammen mit seinem Stellvertreter Prof. Gert Weisskirchen ist) später die offizielle Deutsch-Baltische-Parlamentariergruppe, deren Vorsitzender – bis zu seinem Ausscheiden aus dem Bundestag 2002 – er war. Ihre Ziele waren die Mitwirkung an den Unabhängigkeitsbestrebungen der Länder des Baltikums und die Anerkennung der Staaten durch Deutschland, die Visafreiheit für Deutschland, ihr Eintritt in die NATO und die Mitgliedschaft in der EU. Wolfgang von Stetten kümmerte sich mit den Mitgliedern um humanitäre Hilfe für die Überlebenden des Holocaust in Litauen und Lettland und konnte mit Spendenaufrufen und persönlicher Hilfe über 600.000 DM bis 1998 an etwa 350 jüdische Überlebende verteilen, bis die Bundesrepublik Deutschland allen eine geringfügige Rente zubilligte.
Die Januarereignisse in Litauen 1991 hatten 14 Tote und viele Verletzte zur Folge. Auch hier konnte der Deutsch-Baltische Freundeskreis bzw. die Deutsch-Baltische Parlamentariergruppe Hilfeleistungen in der Größenordnung von 200.000 DM zur Verfügung stellen, bis der litauische Staat den Opfern des Putschversuchs sowjetischer Militärs Hilfe leistete.
Durch den damaligen estnischen Staatspräsidenten Lennart Meri wurde von Stetten zum Mitglied der internationalen sogenannten Max-Jakobson-Kommission ernannt, die zwischen 1999 und 2008 die Verbrechen des Sowjetkommunismus und Nationalsozialismus in Estland aufarbeitete und mehrere Berichte dazu veröffentlichte.
Als Hauptaufgabe bestimmte von Stetten materielle und ideelle Hilfe für die „Wolfskinder“ in Litauen. Dies waren 1991 noch etwa 300 von ehemals vielen Tausenden 1945 durch Kriegsereignisse in Ostpreußen oder dem Baltikum elternlos gewordene Kinder deutscher Herkunft. Durch die Annahme der litauischen Staatsbürgerschaft 1991 verloren sie nach deutschem Recht die bis dahin noch geltende deutsche Staatsbürgerschaft, und es waren bürokratische Hürden zu überwinden, bis sie in Deutschland wieder eingebürgert wurden. Unterstützung für die Wolfskinder gewährt die Stauder-Stiftung, die Wolfgang von Stetten mit ins Leben rief. Mit persönlichen Aufwendungen und mit Hilfe von Spendern, Rotary-Clubs, der Confrérie de la Chaîne des Rôtisseurs und Johannitern wurden rund 1,4 Mio. € bis 2022 aufgebracht. Mehrmals wurden jeweils 40 dieser Wolfskinder von Wolfgang von Stetten nach Deutschland eingeladen, zuletzt 2019. Dabei wurden sie 2011 auch vom Bundespräsident Christian Wulff in Berlin empfangen. Seine Aktion 100 Litas Rente für in Litauen lebenden Wolfskinder führte seit 2007 in nächsten Jahren bis zu 450 Litas monatlich, mit Einführung des Euros zu 150 Euro monatlich. Es leben (Stand 2021) noch etwa 49 Empfänger dieser Zuwendungen. 2022 wurden noch 65.000 € an 28 Empfänger übergeben.

### Privates
Seit 1969 ist von Stetten mit der Schweizerin Silvia, geb. Forrer verheiratet. Das Paar hat drei Kinder, darunter der älteste Sohn Christian, der seit 2002 Abgeordneter des Deutschen Bundestages ist. Sohn Richard ist Offizier der Bundeswehr und seine Tochter Franziska Mitgeschäftsführerin in Schloss Stetten.

## Positionen

### Parteiinterne Auseinandersetzung 2012
Im August 2012 kritisierte Josef Schlarmann, der Bundesvorsitzende der Mittelstands- und Wirtschaftsvereinigung der CDU, massiv den Führungsstil, die parteiinterne zentralistische Personalpolitik, die programmatische Themensetzung durch Bundeskanzlerin Merkel und bezweifelte, dass diese die Bundestagswahlen 2013 gewinnen könne. Darauf forderte von Stetten Schlarmanns Rücktritt. Von Stetten erklärte: „Wer so unqualifiziert über die in der ganzen Welt anerkannte Kanzlerin wettert, disqualifiziert sich selbst.“ Schlarmann sei als Vorsitzender der Mittelstandsvereinigung untragbar geworden.

### Vergewaltigung in der Ehe
In der Debatte um die Strafbarkeit für Vergewaltigung in der Ehe erklärte von Stetten: „Die Ehe ist eine Geschlechtsgemeinschaft und verpflichtet grundsätzlich zum ehelichen Verkehr. Die Verweigerung von Anfang an ist unter Umständen Aufhebungsgrund, die spätere Verweigerung Scheidungsgrund. Zum ehelichen Leben gehört auch, die Unlust des Partners zu überwinden. Der Ehemann ist nicht darauf aus, ein Verbrechen zu begehen – manche Männer sind einfach rabiater.“

## Schriften
- Wolfskinder – Glücksmomente: 30 Jahre litauisch-deutsche Begegnungen, Schwäbisch Hall : Molino 2021, ISBN 978-3-948696-10-8
- Holocaust- und KZ-Überlebende im Baltikum – Juden Zweiter Klasse? Der Kampf um Entschädigung aus der Sicht eines Abgeordneten, Künzelsau – Schloss Stetten: Stetten-Verlag 2021, ISBN 978-3-00-070747-6
- Wolfgang von Stetten schrieb mehrere wissenschaftliche und historische Bücher, verfasste 16 Texte für Freilichtspiele (siehe Katalog der Deutschen Nationalbibliothek)

## Auszeichnungen
- 1989 Freiherr-vom-Stein-Medaille
- 1990 Bundesverdienstkreuz am Bande
- 1996 Litauischer Gediminas-Orden III. Klasse
- 1996 Estnisches Maarjamaa-Kreuz I. Klasse
- 2002 Drei-Sterne-Orden (Commandeur) Lettland
- 2021 Litauischer Gediminas-Orden Großkomptur (Großoffizier)[9]

## Ehrungen
- 2003 Ehrenbürger der Rajongemeinde Kelmė, Litauen
- 2011 Ehrenplakette des Bundes der Vertriebenen
- 2016 Ehrenbürger der Rajongemeinde Jurbarkas, Litauen